# Dan Joye
Dan Joye (* 19. Februar 1985 in San Tome) ist ein ehemaliger US-amerikanischer Rennrodler.
Dan Joye wurde in Venezuela geboren. Der Doppelsitzer trat von 1999 bis 2007 mit seinem Partner Preston Griffall an, seitdem mit Christian Niccum als Obermann. 2002 und 2003 gewannen sie sowohl den Titel des Juniorenweltmeister, als auch die Gesamtwertung des Junioren-Weltcups. 2003 gewannen sie zudem den Titel des US-Meisters, 2005 belegten sie den zweiten Rang. Größter Erfolg der Karriere war die Teilnahme an den Olympischen Spielen 2006 von Turin. Hier belegte er mit seinem Partner Griffall den achten Platz. Ein Jahr zuvor erreichten sie ihre beste Platzierung bei einer Weltmeisterschaft. In Park City wurden sie Sechste. Bestes Ergebnis im Gesamtweltcup war ein Neunter Rang in der Saison 2004/05, bestes Weltcupergebnis ein dritter Platz mit dem Team in Königssee eine Saison darauf.
Nach den Olympischen Spielen 2010 beendete er mit 25 Jahren seine Karriere, um mehr Zeit mit seiner Familie zu verbringen.